# Wagoner
Wagoner è una città degli Stati Uniti, situata nello Stato dell'Oklahoma, nella Contea di Wagoner, della quale è il capoluogo.